# Happy Together (serie de televisión estadounidense)
Happy Together es una comedia de situación de la televisión estadounidense creada por Tim McAuliffe y Austen Earl, que se emitió en CBS del 1 de octubre de 2018 al 14 de enero de 2019. La serie sigue a una pareja joven cuyas vidas de repente se convierten en un caos cuando una estrella del pop se muda a su hogar. Está protagonizada por Damon Wayans Jr., Amber Stevens West, Felix Mallard, Stephnie Weir, Victor Williams y Chris Parnell.
El 10 de mayo de 2019, CBS canceló la serie después de una temporada.

## Sinopsis
Happy Together sigue a «Jake y Claire, una pareja de treinta y tantos que están cansados de su vida mundana y comienzan a reconectarse con su yo más joven y fresco cuando una estrella pop emergente, que se siente atraída por su vida suburbana supernormal, se muda».

## Reparto

### Elenco principal
- Damon Wayans Jr. como Jake Davis,[3] un contador en la industria del entretenimiento que tiene a Cooper James como cliente.
- Amber Stevens West como Claire Davis,[3] diseñadora de restaurantes y bares y esposa de Jake.
- Stephnie Weir como Bonnie,[3] una doctora jubilada y madre de Clair
- Victor Williams como Gerald,[3] un médico jubilado y padre de Claire.
- Chris Parnell como Wayne,[3] un gestor de talentos y colega de Jake que también trabaja para Cooper.
- Felix Mallard como Cooper James,[3] una estrella del pop emergente y cliente de Jake.

### Elenco recurrente
- Winston James Francis como Nightmare, el guardaespaldas de Cooper.

### Elenco invitado
- Peyton List como Sierra Quinn ("Piloto"), actriz y exnovia de Cooper.
- Mary Holland como Suzanne ("Piloto"), una asistente de Sierra a quien se refiere como "Alexa".
- James Corden como él mismo ("Piloto"), el presentador de The Late Late Show with James Corden, quien menciona la ruptura de Cooper y Sierra en su monólogo de apertura.
- Pia Mia como Rylie Conners ("Piloto"), una mujer con la que Cooper sale cuando rompió con Sierra.
- Betsy Sodaro como Donna ("Scrubbing"), una empleada de una tienda de segunda mano que ayuda a Cooper a recuperar todos los artículos donados por Jake y Claire.
- Anders Holm como Antoine ("Let's Work It Out"), el entrenador de entrenamiento de Cooper.
- Damon Wayans como Mike Davis ("Like Father, Like Son"), contador de los Boston Celtics y padre de Jake.
- Steve-O como S10CIL ("Bland Gestures"), un tatuador.
- Ben Simmons como él mismo ("Bland Gestures"), una estrella de la NBA que juega un juego benéfico con Jake.
- Sam Lloyd como Gene Johnston ("Til Death Do We Party"), podólogo y vecino de Jake y Claire.

## Producción

### Desarrollo
El 31 de enero de 2018, se anunció que CBS le había dado a la producción una orden piloto. El episodio fue escrito por Tim McAuliffe y Austen Earl, quienes se esperaba que fueran productores ejecutivos junto a Ben Winston, Michael Rotenberg y Jonathan Berry. Las compañías de producción involucradas en el piloto incluyen Fulwell 73, 3 Arts Entertainment y CBS Television Studios. El 9 de mayo de 2018, CBS ordenó oficialmente que el piloto hiciera una serie. Unos días después, se anunció que la serie, ahora titulada Happy Together, se estrenaría en el otoño de 2018 y se emitiría los lunes a las 8:30 p. m. El 9 de julio de 2018, se anunció que la serie se estrenaría el 1 de octubre de 2018.
El 28 de noviembre de 2018, se anunció que CBS se había negado a ordenar episodios adicionales de la serie más allá del orden inicial de trece, y que su intervalo de tiempo en su agenda se llenaría con la tercera temporada de Man with a Plan. El 10 de mayo de 2019, CBS canceló la serie después de una sola temporada.

## Lanzamiento

### Marketing
El 16 de mayo de 2018, CBS lanzó el primer tráiler oficial de la serie.

### Estreno
El 12 de septiembre de 2018, la serie participó en la 12.ª edición anual de PaleyFest Fall Television Previews, que contó con una proyección previa de la serie y una conversación con miembros del elenco, incluidos Damon Wayans Jr., Amber Stevens West y Felix Mallard.

## Medios domésticos
La serie completa de Happy Together se lanzó en DVD el 2 de marzo de 2021 a través de DeepDiscount.